# Mariuchino (obwód wołogodzki)
Mariuchino (ros. Марюхино) – wieś w Rosji, w rejonie wołogodzkim obwodu wołogodzkiego. W 2010 r. liczyła 3 mieszkańców.